# Tičarjev dom na Vršiču

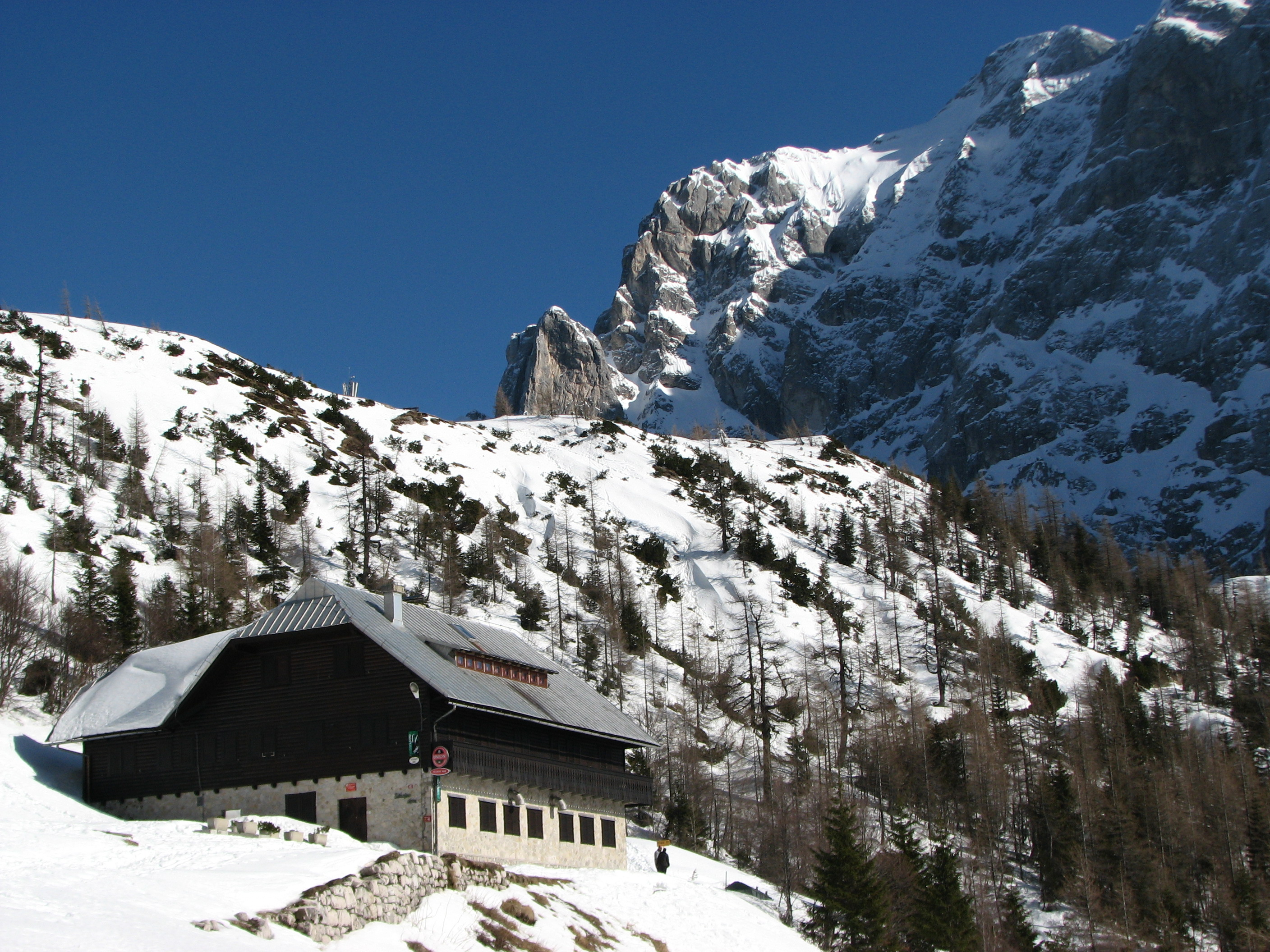
Tičarjev dom zimą: w tle Hudičev steber i Prisojnik.

Tičarjev dom na Vršiču – schronisko turystyczne, które leży na drogowej przełęczy Vršič. Pierwsze „Schronisko Słoweńskie” (Slovenska koča) zostało wybudowane 4 sierpnia 1912. Obecne schronisko zostało wybudowane na starych fundamentach 31 lipca 1966, nazwane imieniem dra Josipa Tičara, niegdysiejszemu prezesowi filii Słoweńskiego Towarzystwa Górskiego (Slovensko planinsko društvo, SPD) i współzałożycielowi słoweńskiej Górskiej Służby Ratunkowej (Gorska reševalna služba, GRS). Zarządza nim PD (towarzystwo górskie) Jesenice.

## Dostęp
- 12 km z Kranjskiej Gory
- 12 km z Logu w Trencie (Bovec)
- 3h: z Domu w Tamarze (1108 m), przez Grlo
- 3½h: z Domu w Tamarze (1108 m), przez Sleme
- ¼h: z Erjavčevej kočy na Vršiču (1525 m)
- 2h: ze schroniska przy źródle Soczy (Koča pri izviru Soče, 886 m)

## Sąsiendie obiekty turystyczne
- 6-7h: do Pogačnikovego domu na Kriškich podach (2050 m), transwersalą
- ¼h: do Poštarskiego domu na Vršiču (1688 m)
- 4h: do schronu pod Špičkiem (2064 m)
- 7h: Jalovec (2645 m), transwersalą
- 2h: Mala Mojstrovka (2332 m), południowymi zboczami
- 2½h: Mala Mojstrovka (2332 m), północną ścianą
- 4h: Prisojnik (2547 m), południowymi zboczami albo koło Prednjego okna
- 6h: Razor (2601 m), przez południowe zbocza Prisojnika
- 1½h: Slemenova špica (1911 m)